# Арыгем
Арыгем — река в России, протекает по Онгудайскому району Республики Алтай. Устье реки находится в 8 км от устья реки Каракол по левому берегу. Длина реки составляет 33 км. В 8 км от устья впадает левый приток Верхняя Кулада.

## Данные водного реестра
По данным государственного водного реестра России относится к Верхнеобскому бассейновому округу, водохозяйственный участок реки — Катунь, речной подбассейн реки — Бия и Катунь. Речной бассейн реки — (Верхняя) Обь до впадения Иртыша.